# Dinora y la juventud
Dinora y La Juventud  fue una agrupación musical nacida en 1996, originaria de Reynosa, Tamaulipas, México y creado por la vocalista Dinora Abán y el bajista de la banda, Juan Arturo Gutiérrez.

## Trayectoria
Lanzan su álbum debut en 1997 titulado "Sin Brincar Un Renglón", el cual no fue un éxito y es en el 2000 cuando conocen a directivos de Platino Records con los que graban el álbum "Una Nueva Dimensión Musical", que fue un éxito en ventas y los otorgó premios a nivel nacional así como su entrada en la famosa lista internacional Billboard con el sencillo líder «A Puro Dolor». 
En 2005 lanzan lo que hasta la fecha ha sido su último álbum de estudio y el primero homónimo. 
En 2006 Dinora da a conocer su primer álbum como solista "Un Ángel con Amor" y en 2009 y 2011 pone en libertad las producciones "La Reyna del Corazón" y "Simplemente", respectivamente. 
En su carrera como banda lanzaron ocho álbumes de estudio y doce recopilatorios mientras que Dinora ha lanzado tres álbumes en su etapa como solista.

## Carrera

### 1996: Los inicios conJuventud Norteña
Originaria de Reynosa, Tamaulipas,  Dinora inició su carrera a los 9 años de edad, cuando ganó sus primeros 400 dólares en un concurso musical y posteriormente cantaba el  ave  María  en la iglesia de la localidad, y a los 14 años ya  amenizaba fiestas particulares. Su primer producción discográfica la realizó en el año de 1997 a los 15 años de edad, cuando se integró al grupo Juventud Norteña, esta producción la realizó de forma independiente y se dio a conocer con el título de "Sin Brincar Un Renglón". De éste se desprendió el sencillo "A Esa", éxito del grupo Pimpinela y que fue sonado muy sonado en radios locales.

### 1997-2003: Primeros álbumes y éxito nacional
Ya en 1997, conoció a Juan Arturo Gutiérrez, bajista  de la agrupación, así como a los demás miembros y forman  el grupo Dinora y El Reto, para posteriormente bautizarlo como Dinora y la Juventud, con el que participan en el concurso Cartas Musicales, quedando en primer lugar a  nivel  estatal,  y  tercero  a  nivel  nacional.
Su  destacada participación en este concurso llamó la atención de los directivos de Platino Records, con quienes firman contrato y al poco tiempo realizan su primer material discográfico titulado "Una nueva dimensión musical".
La producción corrió a cargo de Salomón Guajardo, integrante de Los Barón de Apodaca, a quién también conocieron  durante  el  concurso  de  Cartas  Musicales. El resultado de esta producción es un sonido norteño, con toques más modernos y acoplados a la época que se deja sentir a lo largo de los 10 temas que integran esta producción.
El álbum se grabó en Nuevo México, y se lanzó como primer sencillo el tema A Puro Dolor, simultáneamente con el videoclip del mismo. 
Con dicho tema, Dinora y la Juventud empezaron a abrirse camino rápidamente, llegando incluso a formar parte de las listas de popularidad de la prestigiada Revista Billboard, alcanzando la posición número 15 en la lista Regional Mexican Songs y la posición 46 en la lista Latin Airplay.
El éxito del tema en los Estados Unidos, consiguió rápidamente que el grupo de Dinora y la Juventud fuera incluido en  las nominaciones  a los Premios Lo Nuestro en su edición número 13 en febrero del 2011, en la cuales resultaron ganadores como Grupo Revelación del Año, en la categoría Regional Mexicana, obteniendo con ello su primer premio internacional a tan solo unos meses de haber salido su primer producción discográfica.
Con el éxito del álbum, Dinora y la Juventud lograron conquistar México y Estados Unidos y posteriormente, se escuchó en la radio el segundo sencillo promocional titulado Todo Me Recuerda a Ti.
En el año 2001, el grupo preparó su segundo álbum de estudio titulada "Sin reservas". En dicho, los integrantes de la banda fueron los encargados de los arreglos musicales, además de incluir el tema Más Enamorada, primer sencillo de esta producción, e inspiración de  Juan Arturo Gutiérrez. El tema fue un éxito en radios y lo interpretaron los Premios Furia Musical. Posteriormente se lanzó el segundo sencillo, que al igual que el primero se empezó a escuchar fuertemente en la radio titulado Quererte a ti. 
El 2001 fue un gran año para la cantante Dinora y su grupo la Juventud, ya que a la par con la promoción de su segundo material, fue invitada a participar en un dueto con la cantante Yolanda del Río. El sencillo fue titulado La Intrusa para el quinto álbum de estudio de Yolanda "Intrusa". Poco tiempo después Dinora fue requerida para grabar en la ciudad de Los Ángeles, California el videoclip de La Intrusa debido a la gran aceptación que tuvo con el público de la Unión Americana.

### 2002-2003:"Entra En Mi Vida","Entre El Amor y El Odio"y éxito consolidado
El 12 de mayo del 2002 fue un día importante para la banda, pues dicha fecha se les otorgó oficialmente El Día de Dinora y la Juventud en la ciudad de Waco, Texas.
El 20 de agosto de 2002, el grupo lanzó su tercer álbum de estudio titulado "Entra en mi vida",  del que se desprendió el sencillo Qué Bueno, logrando destacar entre los primeros lugares de las listas de popularidad en la música latina. Aún sin salir de las listas con el sencillo líder, comienza a escucharse el tema que le da título a su álbum Entra En Mi Vida, para después dar cabida a su tercer sencillo Quién Eres Tú. Este último, alcanzó la posición número 31 en la lista Regional Mexican Songs
En el 2003, Dinora y La Juventud lanzaron su siguiente producción discográfica titulada "Entre el amor y el odio" en el puerto de Acapulco, precisamente en el prestigiado Festival que se realiza año con año en esta localidad. De este álbum, se desprendieron los sencillos Entre el Amor y el Odio y Entre Tú y Él, que alcanzaron las posiciones 33 y 38 respectivamente en la lista Regional Mexican Songs. Este disco también les abrió las puertas del Viejo Continente ya que lograron colocar dos de sus temas en  posiciones #1 en Galicia, España, siendo Dinora la primera artista grupera en lograr esto. Los temas fueron Rabia y Entre Tú y Él.

### 2004-2005:"P.D. Los Quiero", álbum tributo y siguientes pasos
En febrero de 2004, el grupo decide lanzar un álbum tributo a dos grandes de la música latina, Selena y Celia Cruz. Fue titulado "Dos grandes en el cielo", en el que el grupo grabó temas sumamente conocidos de las intérpretes como Amor Prohibido, Burundanga y No Me Queda Más. Poco después, se lanza su primer álbum recopilatorio titulado "Eternamente".
Para septiembre de 2004, lanzaron su siguiente álbum de estudio titulado "P.D. Los Quiero", demostrando el amor y el gran aprecio a sus fanáticos. De éste, se desprendieron los temas Dile, el cual alcanzó la posición número 26 en la lista Regional Mexican Songs, Desde Mi Soledad y ¿Dónde Quedó?, teniendo estas últimas un éxito moderado. En dicho álbum, el grupo hizo un cover de la canción éxito del 2003 Rosas del grupo español, La Oreja de Van Gogh y otros del éxito de Kalimba del tema No Me Quiero Enamorar. Después del lanzamiento de su álbum, Dinora es invitada por el grupo Los Tigrillos para grabar un tema para su álbum "Pa' Qué Quieres Que Vuelva". El sencillo fue un cover del tema de 1981 del dúo Ricchi e Poveri titulado Será Porque Te Amo. Obtuvo gran éxito en ventas y en estaciones de radio.
Finalmente, el 14 de junio de 2005, lanzarom su séptimo álbum de estudio titulado "www.mimirada.com", aunque también es conocido como su álbum homónimo. En este, el grupo lanza como sencillo líder un tema de la inspiración de Álvaro Torres, Un Par de Locos, a dueto con Lupe Esparza, el cual logró que el grupo regresara a las listas musicales de popularidad. Además, se desprendieron los sencillos Basta Ya, Endúlzame Que Soy Café, Ojos Rojos y En Ti. Tras esto, el grupo es invitado a participar en el álbum recopilatorio de diferentes artistas titulado "Madre Eres Única", dedicado a las madres. El grupo interpretó los temas Madrecita De Mi alma de la inspiración de José Guadalupe Escamilla y Gracias Por Darme La Vida, producidas por A.B. Padrón.

### 2006-presente: Dinora como solista y distintas recopilaciones
El 26 de agosto de 2006, Dinora sorprende al público latino al lanzar lo que sería su primera producción como solista titulada "Un Ángel con Amor". De éste, se desprendieron los sencillos Una Pura y Dos con Sal, Si Tu Amor No vuelve y Reconoce, los cuales no tuvieron el éxito esperado.
Durante 2007 y 2009, se lanzaron distintas compilaciones del grupo como "Mi Legado Musical", "Con Mucho Amor", "Colección de Sentimientos" y "Mis Mejores Éxitos".
En el año 2009, lanza su segundo álbum como solista un 15 de septiembre titulado "La Reyna del Corazón". Esta producción obtuvo un éxito más elevado que su anterior álbum y se elevó en ventas. Dinora interpretó temas sumamente populares en el mundo de la música mexicana y de intérpretes totalmente conocidos como Marco Antonio Solís, Juan Gabriel y Lolita de la Colina. En el álbum hubo un total de cuatro canciones originales y seis covers de canciones famosas. El sencillo líder del álbum fue el tema El Demente.
Finalmente, en 2011 saca a luz el tercer álbum de estudio de Dinora titulado Simplemente bajo la discográfica Platino Records. Se lanzó como sencillo líder un tema de Laura Pausini titulado En Cambio No, que obtuvo éxito moderado en radios locales en áreas de Texas. Ese mismo año, Dinora es invitada por el grupo Costumbre a colaborar en su álbum en vivo titulado "11: En Vivo" interpretando junto a ellos su éxito Quiero Decirte. 
Tras esto, Fonovisa comenzó a lanzar un sinfín de recopilaciones como "Un Par De Locos", "En Primera Fila", "12 Súper Éxitos" y "Si Quieres Verme Llorar".

## Discografía

### Juventud Norteña
| Año  | Álbum                  | Calificación |
| ---- | ---------------------- | ------------ |
| 1997 | Sin Brincar Un Renglón | -            |

### Dinora y La Juventud
| Año  | Álbum                       | Calificación |
| ---- | --------------------------- | ------------ |
| 2000 | Una nueva dimensión musical | Allmusic     |
| 2001 | Sin reservas                | Allmusic     |
| 2002 | Entra en mi vida            | Allmusic     |
| 2003 | Entre el amor y el odio     | Allmusic     |
| 2004 | Dos grandes en el cielo     | Allmusic     |
| 2004 | P.D. los quiero             | Allmusic     |
| 2005 | www.mimirada.com            | Allmusic     |

### Dinora (como solista)
| Año  | Álbum                | Calificación |
| ---- | -------------------- | ------------ |
| 2006 | Un Ángel Con Amor    | Allmusic     |
| 2009 | La Reyna del Corazón | Allmusic     |
| 2011 | Simplemente          | -            |

### Recopilaciones
| Año  | Álbum                              |
| ---- | ---------------------------------- |
| 2003 | Simplemente                        |
| 2004 | Eternamente                        |
| 2005 | Rivalidades Encontradas            |
| 2007 | Mi Legado Musical                  |
| 2008 | Con Mucho Amor                     |
| 2008 | Grandes Canciones: EdiXión Platino |
| 2008 | 20 Súper Éxitos                    |
| 2008 | Colección de Sentimientos          |
| 2009 | Mis Mejores Éxitos                 |
| 2014 | Un Par de Locos                    |
| 2014 | En Primera Fila                    |
| 2015 | 12 Súper Éxitos                    |
| 2015 | A Que No Le Cuentas                |
| 2015 | Inolvidable                        |
| 2015 | Gruperas Para Llorar               |
| 2015 | Sexy Cumbias Gruperas              |
| 2015 | Si Quieres Verme Llorar            |

### DVD
| Año  | Álbum                        |
| ---- | ---------------------------- |
| 2005 | Grandes Éxitos en Video      |
| 2007 | Lo Mejor de Dinora en Videos |

### Sencillos

#### Dinora y La Juventud
| - A Puro Dolor (†) - Todo Me Recuerda a Ti (†) - Más Enamorada (†) - Quererte A Ti - Qué Bueno (†) - Entra En Mi Vida - Quién Eres Tú (†) - Entre El Amor y El Odio (†) - Rabia - Entre Tú y Él | - Como La Flor / Burundanga - Amor Prohibido / La Negra Tiene Tumbao - Dime (†) - Desde Mi Soledad - ¿Dónde Quedó? - Un Par de Locos (Dueto con Lupe Esparza) - Basta Ya (†) - Endúlzame Que Soy Café (†) - Ojos Rojos (†) - En Ti (†) |

 † indica que fue lanzado con su respectivo video musical.

#### Dinora (como solista)
| - Ángel - Una Pura y Dos Con Sal - El Demente - La Reyna del Corazón - Qué Sacrificio - Mátame - En Cambio No - Fiera Por Dentro - Lo Raro Que Eres | Colaboraciones - La Intrusa (Con Yolanda del Río) (2001) - Será Porque Te Amo (Con Los Tigrillos) (2004) - Oiga (Con Punto y Aparte para el álbum "Grandes Duetos" de diferentes artistas) (2004) - Me Gustas Tal Como Eres (Con Punto y Aparte para el álbum "Grandes Duetos" de diferentes artistas) (2004) - Gracias Por Darme La Vida (Para el álbum "Madre Eres Única" de diferentes artistas) (2005) - Madrecita De Mi Alma (Para el álbum "Madre Eres Única" de diferentes artistas) (2005) - Al Ver (Con Los Cardenales de Nuevo León) (2006) - Quiero Decirte (Con Costumbre) (En vivo) (2011) |